# Fußball-Club St. Pauli von 1910 1977-1978
Questa voce raccoglie le informazioni riguardanti il Fußball-Club St. Pauli von 1910 nelle competizioni ufficiali della stagione 1977-1978.

## Stagione
Nella stagione 1977-1978 il St. Pauli, allenato da Diethelm Ferner, concluse il campionato di Bundesliga al 18º posto. In Coppa di Germania il St. Pauli fu eliminato al secondo turno dal Bochum.

## Rosa
| N. |                     | Ruolo | Calciatore       |
| -- | ------------------- | ----- | ---------------- |
|    | Germania (bandiera) | P     | Reinhard Rietzke |
|    | Germania (bandiera) | P     | Jürgen Rynio     |
|    | Germania (bandiera) | D     | Jens-Peter Box   |
|    | Germania (bandiera) | D     | Dietmar Demuth   |
|    | Germania (bandiera) | D     | Gino Ferrin      |
|    | Germania (bandiera) | D     | Walter Frosch    |
|    | Germania (bandiera) | D     | Rudolf Sturz     |
|    | Germania (bandiera) | C     | Klaus Beverungen |
|    | Germania (bandiera) | C     | Rolf Blau        |
|    | Germania (bandiera) | C     | Rolf Höfert      |
|    | Germania (bandiera) | C     | Siegmund Malek   |

| N. |                      | Ruolo | Calciatore         |
| -- | -------------------- | ----- | ------------------ |
|    | Germania (bandiera)  | C     | Manfred Mannebach  |
|    | Germania (bandiera)  | C     | Walter Oswald      |
|    | Germania (bandiera)  | C     | Butje Rosenfeld    |
|    | Danimarca (bandiera) | C     | Niels Tune-Hansen  |
|    | Germania (bandiera)  | C     | Klaus Winkler      |
|    | Germania (bandiera)  | A     | Horst Feilzer      |
|    | Germania (bandiera)  | A     | Franz Gerber       |
|    | Germania (bandiera)  | A     | Wolfgang Kulka     |
|    | Serbia (bandiera)    | A     | Stjepan Milardovic |
|    | Germania (bandiera)  | A     | Horst Neumann      |

## Organigramma societario
Area tecnica
- Allenatore: Diethelm Ferner
- Allenatore in seconda:
- Preparatore dei portieri:
- Preparatori atletici:

## Calciomercato

### Sessione estiva
| Acquisti | Acquisti           | Acquisti              | Acquisti |
| R.       | Nome               | da                    | Modalità |
| -------- | ------------------ | --------------------- | -------- |
| C        | Rolf Blau          | Preußen Münster       |          |
| C        | Klaus Beverungen   | Eintracht Francoforte |          |
| A        | Stjepan Milardovic | Bayreuth              |          |
| D        | Rudolf Sturz       | Norimberga            |          |
| C        | Klaus Winkler      | Amburgo               |          |

| Cessioni | Cessioni           | Cessioni              | Cessioni |
| R.       | Nome               | a                     | Modalità |
| -------- | ------------------ | --------------------- | -------- |
| A        | Søren Skov         | Cercle Bruges         |          |
| A        | Siegmund Marsollek | Bremerhaven           |          |
| C        | Lazar Mutapdzija   | Eintracht Norderstedt |          |

### Sessione invernale
| Acquisti | Acquisti | Acquisti | Acquisti |
| R.       | Nome     | da       | Modalità |
| -------- | -------- | -------- | -------- |

| Cessioni | Cessioni | Cessioni | Cessioni |
| R.       | Nome     | a        | Modalità |
| -------- | -------- | -------- | -------- |

## Risultati

### Bundesliga

#### Girone di andata
| Arbitro: | Jensen |

|                                          |           |             |
| Demuth 78’ (rig.), 85’ (rig.) Gerber 90’ | Marcatori | 72’ Røntved |

| Arbitro: | Quindeau |

|                                  |           |                            |
| Müller 12’, 32’ (rig.), 37’, 80’ | Marcatori | 43’ Tune-Hansen 45’ Gerber |

| Arbitro: | Stäglich |

|  |           |             |
|  | Marcatori | 8’ Popivoda |

| Arbitro: | Schmoock |

|                                                            |           |  |
| Tune-Hansen 4’ (aut.) Lorant 31’ (rig.) Stegmayer 43’, 58’ | Marcatori |  |

| Arbitro: | Messmer |

|             |           |             |
| Neumann 17’ | Marcatori | 27’ Fischer |

| Arbitro: | Eschweiler |

|  |           |                      |
|  | Marcatori | 30’ Gerber 87’ Kulka |

| Arbitro: | Joos |

|                                  |           |                                                                |
| Neumann 65’ Höfert 66’ Kulka 69’ | Marcatori | 9’ Held 19’ (rig.) Huber 34’ Votava 49’, 50’ Kostedde 78’ Vöge |

| Arbitro: | Walz |

|                       |           |            |
| Nielsen 65’ Vogts 88’ | Marcatori | 84’ Gerber |

| Arbitro: | Walther |

|                      |           |  |
| Gerber 55’, 66’, 72’ | Marcatori |  |

| Arbitro: | Dölfel |

|                                          |           |                            |
| Büssers 17’ Seliger 19’, 34’ Bregman 44’ | Marcatori | 25’, 84’ Kulka 79’ Feilzer |

| Arbitro: | Waltert |

|                                        |           |              |
| Höfert 40’, 59’ Neumann 47’ Gerber 90’ | Marcatori | 44’ Herberth |

| Arbitro: | Burgers |

|                                                        |           |                   |
| Hölzenbein 11’, 67’ Kraus 43’ Nickel 49’ Grabowski 87’ | Marcatori | 7’ Gerber 80’ Box |

| Arbitro: | Klauser |

|  |           |                                     |
|  | Marcatori | 12’ Briegel 36’ Toppmöller 42’ Geye |

| Arbitro: | Hennig |

|            |           |  |
| Kelsch 70’ | Marcatori |  |

| Arbitro: | Walz |

|                   |           |          |
| Gerber 14’ (rig.) | Marcatori | 56’ Abel |

| Arbitro: | Dölfel |

|                      |           |                 |
| Oswald 19’ Sturz 83’ | Marcatori | 88’ (rig.) Brei |

| Arbitro: | Joos |

|                                             |           |            |
| Gerber 36’ Flohe 72’ Neumann 83’ Müller 86’ | Marcatori | 40’ Gerber |

#### Girone di ritorno
| Arbitro: | Waltert |

|                                                   |           |  |
| Feilzer 28’ (aut.) Röber 37’, 47’ (rig.) Kamp 42’ | Marcatori |  |

| Amburgo 17 dicembre 1977, ore 15:30 CET 19ª giornata | St. Pauli | 0 – 0 referto | Bayern Monaco | Volksparkstadion (17 000 spett.)\| Arbitro: \| Luca \| |
| Arbitro:                                             | Luca      |               |               |                                                        |

| Arbitro: | Stäglich |

|                         |           |  |
| Grobe 29’ Handschuh 72’ | Marcatori |  |

| Arbitro: | Kindervater |

|            |           |                                  |
| Demuth 48’ | Marcatori | 3’ Stegmayer 4’ Heck 89’ Eickels |

| Arbitro: | Drescher |

|                                                     |           |            |
| Larsson 6’ Fischer 36’ Lütkebohmert 45’ Demange 60’ | Marcatori | 86’ Gerber |

| Arbitro: | Wichmann |

|                     |           |                            |
| Gerber 24’ Blau 65’ | Marcatori | 25’, 36’ Keller 77’ Magath |

| Arbitro: | Zuchantke |

|            |           |            |
| Wagner 13’ | Marcatori | 78’ Gerber |

| Arbitro: | Frickel |

|  |           |              |
|  | Marcatori | 27’ Simonsen |

| Arbitro: | Risse |

|                                                     |           |  |
| Granitza 4’, 21’, 84’ Gersdorff 6’ Brück 63’ (rig.) | Marcatori |  |

| Arbitro: | Klauser |

|                                         |           |                      |
| Demuth 50’ (rig.) Beverungen 55’ (rig.) | Marcatori | 44’ Büssers 70’ Worm |

| Arbitro: | Kindervater |

|                                                           |           |                |
| Vöhringer 12’ Haunstein 37’ Frosch 59’ (aut.) Hartwig 87’ | Marcatori | 13’ Milardovic |

| Arbitro: | Ahlenfelder |

|                                                    |           |                                        |
| Beverungen 5’ Sturz 45’, 73’ Oswald 77’ Gerber 81’ | Marcatori | 36’ Reichel 44’ Borchers 55’ Grabowski |

| Arbitro: | Eschweiler |

|                       |           |                |
| Wendt 43’ Pirrung 54’ | Marcatori | 79’ Milardovic |

| Arbitro: | Wichmann |

|            |           |            |
| Gerber 81’ | Marcatori | 83’ Müller |

| Arbitro: | Joos |

|                                                   |           |  |
| Eggert 5’ Holz 71’ Woelk 77’ (rig.) Pochstein 90’ | Marcatori |  |

| Arbitro: | Klauser |

|                               |           |                |
| Seel 2’ Baltes 29’ Zimmer 88’ | Marcatori | 20’ Beverungen |

| Arbitro: | Walther |

|  |           |                                              |
|  | Marcatori | 28’, 69’ Flohe 60’, 86’ Okudera 83’ Cullmann |

### Coppa di Germania
| Arbitro: | Rieb |

|                   |           |                                                                           |
| Kahler 86’ (rig.) | Marcatori | 13’ Ferrin 32’ Höfert 52’ Mannebach 58’ Sturz 66’ Neumann 75’ Tune-Hansen |

| Arbitro: | Dreher |

|  |           |                                  |
|  | Marcatori | 35’ Bast 63’ Pochstein 70’ Woelk |

## Statistiche

### Statistiche di squadra
| Competizione      | Punti | In casa | In casa | In casa | In casa | In casa | In casa | In trasferta | In trasferta | In trasferta | In trasferta | In trasferta | In trasferta | Totale | Totale | Totale | Totale | Totale | Totale | DR  |
| Competizione      | Punti | G       | V       | N       | P       | Gf      | Gs      | G            | V            | N            | P            | Gf           | Gs           | G      | V      | N      | P      | Gf     | Gs     | DR  |
| ----------------- | ----- | ------- | ------- | ------- | ------- | ------- | ------- | ------------ | ------------ | ------------ | ------------ | ------------ | ------------ | ------ | ------ | ------ | ------ | ------ | ------ | --- |
| Bundesliga        | 18    | 17      | 5       | 5       | 7       | 28      | 33      | 17           | 1            | 1            | 15           | 16           | 53           | 34     | 6      | 6      | 22     | 44     | 86     | -42 |
| Coppa di Germania | -     | 1       | 0       | 0       | 1       | 0       | 3       | 1            | 1            | 0            | 0            | 6            | 1            | 2      | 1      | 0      | 1      | 6      | 4      | +2  |
| Totale            | 18    | 18      | 5       | 5       | 8       | 28      | 36      | 18           | 2            | 1            | 15           | 22           | 54           | 36     | 7      | 6      | 23     | 50     | 90     | -40 |

### Andamento in campionato
| Giornata  | 1 | 2  | 3  | 4  | 5  | 6  | 7  | 8  | 9  | 10 | 11 | 12 | 13 | 14 | 15 | 16 | 17 | 18 | 19 | 20 | 21 | 22 | 23 | 24 | 25 | 26 | 27 | 28 | 29 | 30 | 31 | 32 | 33 | 34 |
| --------- | - | -- | -- | -- | -- | -- | -- | -- | -- | -- | -- | -- | -- | -- | -- | -- | -- | -- | -- | -- | -- | -- | -- | -- | -- | -- | -- | -- | -- | -- | -- | -- | -- | -- |
| Luogo     | C | T  | C  | T  | C  | T  | C  | T  | C  | T  | C  | T  | C  | T  | C  | C  | T  | T  | C  | T  | C  | T  | C  | T  | C  | T  | C  | T  | C  | T  | C  | T  | T  | C  |
| Risultato | V | P  | P  | P  | N  | V  | P  | P  | V  | P  | V  | P  | P  | P  | N  | V  | P  | P  | N  | P  | P  | P  | P  | N  | P  | P  | N  | P  | V  | P  | N  | P  | P  | P  |
| Posizione | 4 | 10 | 14 | 17 | 17 | 14 | 17 | 17 | 15 | 16 | 14 | 15 | 17 | 17 | 17 | 17 | 17 | 17 | 17 | 17 | 17 | 17 | 18 | 18 | 18 | 18 | 18 | 18 | 18 | 18 | 18 | 18 | 18 | 18 |

Legenda:

Luogo: C = Casa; T = Trasferta. Risultato: V = Vittoria; N = Pareggio; P = Sconfitta.

### Statistiche dei giocatori
| Giocatore      | Bundesliga | Bundesliga | Bundesliga  | Bundesliga | Coppa di Germania | Coppa di Germania | Coppa di Germania | Coppa di Germania | Totale   | Totale | Totale      | Totale     |
| Giocatore      | Presenze   | Reti       | Ammonizioni | Espulsioni | Presenze          | Reti              | Ammonizioni       | Espulsioni        | Presenze | Reti   | Ammonizioni | Espulsioni |
| -------------- | ---------- | ---------- | ----------- | ---------- | ----------------- | ----------------- | ----------------- | ----------------- | -------- | ------ | ----------- | ---------- |
| K. Beverungen  | 19         | 3          | 0           | 0          | 0                 | 0                 | 0                 | 0                 | 19       | 3      | 0           | 0          |
| R. Blau        | 34         | 1          | 0           | 0          | 1                 | 0                 | 0                 | 0                 | 35       | 1      | 0           | 0          |
| J. Box         | 6          | 1          | 0           | 0          | 0                 | 0                 | 0                 | 0                 | 6        | 1      | 0           | 0          |
| D. Demuth      | 34         | 4          | 5           | 0          | 2                 | 0                 | 0                 | 0                 | 36       | 4      | 5           | 0          |
| H. Feilzer     | 18         | 1          | 0           | 0          | 2                 | 0                 | 0                 | 0                 | 20       | 1      | 0           | 0          |
| G. Ferrin      | 4          | 0          | 0           | 0          | 2                 | 1                 | 0                 | 0                 | 6        | 1      | 0           | 0          |
| W. Frosch      | 18         | 0          | 8           | 0          | 0                 | 0                 | 0                 | 0                 | 18       | 0      | 8           | 0          |
| F. Gerber      | 32         | 16         | 2           | 0          | 2                 | 0                 | 0                 | 0                 | 34       | 16     | 2           | 0          |
| R. Höfert      | 23         | 3          | 2           | 0          | 2                 | 1                 | 0                 | 0                 | 25       | 4      | 2           | 0          |
| W. Kulka       | 12         | 4          | 1           | 0          | 2                 | 0                 | 0                 | 0                 | 14       | 4      | 1           | 0          |
| S. Malek       | 0          | 0          | 0           | 0          | 0                 | 0                 | 0                 | 0                 | 0        | 0      | 0           | 0          |
| M. Mannebach   | 3          | 0          | 0           | 0          | 1                 | 1                 | 0                 | 0                 | 4        | 1      | 0           | 0          |
| S. Milardovic  | 24         | 2          | 1           | 0          | 0                 | 0                 | 0                 | 0                 | 24       | 2      | 1           | 0          |
| H. Neumann     | 25         | 3          | 1           | 0          | 2                 | 1                 | 0                 | 0                 | 27       | 4      | 1           | 0          |
| W. Oswald      | 34         | 2          | 4           | 0          | 2                 | 0                 | 0                 | 0                 | 36       | 2      | 4           | 0          |
| R. Rietzke     | 4          | 0          | 1           | 0          | 0                 | 0                 | 0                 | 0                 | 4        | 0      | 1           | 0          |
| B. Rosenfeld   | 11         | 0          | 0           | 0          | 1                 | 0                 | 0                 | 0                 | 12       | 0      | 0           | 0          |
| J. Rynio       | 31         | 0          | 3           | 0          | 2                 | 0                 | 0                 | 0                 | 33       | 0      | 3           | 0          |
| S. Skov        | 0          | 0          | 0           | 0          | 1                 | 0                 | 0                 | 0                 | 1        | 0      | 0           | 0          |
| R. Sturz       | 34         | 3          | 0           | 0          | 2                 | 1                 | 0                 | 0                 | 36       | 4      | 0           | 0          |
| N. Tune-Hansen | 33         | 1          | 0           | 0          | 2                 | 1                 | 0                 | 0                 | 35       | 2      | 0           | 0          |
| K. Winkler     | 16         | 0          | 2           | 0          | 0                 | 0                 | 0                 | 0                 | 16       | 0      | 2           | 0          |